# Radula appendiculata
Radula appendiculata là một loài rêu trong họ Radulaceae. Loài này được Steph. mô tả khoa học đầu tiên năm 1916.